# ユーミンストーリーズ
『ユーミンストーリーズ』は、2024年3月にNHK総合テレビジョン「夜ドラ」枠で3週間・12話にわたって放送されたオムニバス形式の帯ドラマである。
本作は、松任谷由実の楽曲の中から3作品をピックアップし、それを気鋭の小説家（小説短編集「Yuming Tribute Stories」出典）や若手映像作家らとコラボレーションし、ドラマ化したものである。

## 出演者 / スタッフ
各作品1本15分×4話（全3週・12話）

### 第1話「青春のリグレット」

#### 出演者（第1話）
菓子
演 - 夏帆
陸
演 - 金子大地
「しらかばヒュッテ」店員
演 - 片桐はいり
浩介
演 - 中島歩
ヒカル
演 - 青木柚

#### スタッフ（第1話）
- テーマ曲 - 「青春のリグレット」
- 原作 - 綿矢りさ「Yuming Tribute Stories」より
- 脚本 - 岨手由貴子
- 演出 - 菊地健雄

### 第2話「冬の終り」

#### 出演者（第2話）
藤田朋己
演 - 麻生久美子
仙川真帆
演 - 篠原ゆき子
みつき
演 - 伊東蒼
前田
演 - クリスタル・ケイ
定岡正子
演 - 浅田美代子
唯
演 - 早瀬憩

#### スタッフ（第2話）
- テーマ曲 - 「冬の終り」
- 原作 - 柚木麻子「Yuming Tribute Stories」より
- 脚本 - ねじめ彩木
- 演出 - 箱田優子

### 第3話「春よ、来い」

#### 出演者（第3話）
永井カナコ
演 - 宮﨑あおい
衣笠雄大
演 - 池松壮亮
上原多英
演 - 白鳥玉季
谷川なりみ
演 - 小野花梨
谷川草平
演 - きたろう
千崎倫也
演 - 岡山天音
伊勢田英司
演 - 浜田信也
茂木せりな
演 - 小野ゆり子
永井さなえ
演 - 田畑智子
鹿島彰
演 - 佐野史郎
衣笠充流
演 - 田中哲司

#### スタッフ（第3話）
- テーマ曲 - 「春よ、来い」
- 原作 - 川上弘美「Yuming Tribute Stories」より
- 脚本 - 澤井香織
- 演出 - 奥山大史

### スタッフ（全話）
- 劇伴音楽 - 青葉市子
- 制作統括 - 遠藤日登思（アミューズ）、神林伸太郎（NHKエンタープライズ）、藤並英樹（NHK）
- 制作・著作 - NHK、アミューズ